# ناجي كامل
ناجى كامل عبد المجيد (22 يوليو 1934 - 18 فبراير 2013) هو نحات ورسام كاريكاتير مصري.

## حياته ونشأته
ولدت بالقاهرة، حصل علي بكالوريوس كلية الفنون الجميلة جامعة حلوان قسم النحت سنة 1957، تخرج من مراسم الأقصر ودراسات عليا في فن النحت 1959.

## مسيرته
- عمل رساماً صحفياً بدار الهلال 1956 ثم جريدة المساء 1956[3] ` دار التحرير للطباعة والنشر ` ثم روزاليوسف 1959 ثم جريدة القبس الكويتية 1972 حتى 1973 ثم عاد الى روزاليوسف حتى منتصف 1980 .[4]
- عمل بجريدة الاهرام منذ عام 1980 في القسم الفنى ( الفن والكاريكاتير ) حتي وفاته .[5]
- نائب رئيس مجلس ادارة الجمعية المصرية للكاريكاتير .[6]

## جوائز
فاز بجائزة فنية تسلمها من الرئيس الراحل جمال عبد الناصر في عيد العلم 1958.

## أعماله
- ميدالية من البرونز لمتحف النوبة نفذ منها 30 قطعة مقاس القطر 10 سم مطلية بالذهب على درع أبنوس وزعت على كبار الشخصيات والمقاس الكبير 36 سم تم إهداؤها للرئيس حسنى مبارك .
- ميدالية للشاعر أحمد شوقى من البرونز نفذ منها على مقاس 8 سم .
- بورتريه نحت للفنان رجائى ونيس بمتحف الفن الحديث .
- بورتريه نحت على الحجر لجورج البهجورى 1959 واجهة روزاليوسف .

## وصلات خراجية
- ناجي كامل على موقع قاعدة بيانات الأفلام العربية